# NGC 6281
NGC 6281 (другие обозначения — OCL 1003, ESO 332-SC19) — рассеянное скопление в созвездии Скорпион.
Этот объект входит в число перечисленных в оригинальной редакции «Нового общего каталога».